# Super Best Autumn Selection
『Super Best Autumn Selection』（スーパー・ベスト・オータム・セレクション）は、1997年8月20日に発売されたオフコース通算41作目の非監修ベスト・アルバム。

## 解説
本作は、オフコースが在籍していたエキスプレスからではなく、イーストワールドからリリースされた。「YES-YES-YES」はアルバム『I LOVE YOU』のアルバム・ヴァージョンで収録されている。なお、「夜はふたりで」の作詞クレジットが、オリジナル・シングルと一部異なっている。

## 収録曲
| - 作詞: 小田和正 1. 5. 6. 10. 12.〜14. 16. 18. / 鈴木康博 2.〜4. 7. 9. 11. 15. 17. / 安部光俊 8. - 作曲: 小田和正 1. 5. 6. 10. 12.〜14. 16. 18. / 鈴木康博 2.〜4. 7.〜9. 11. 15. 17. 全編曲: オフコース (#13以外)。 |                            |                     |            |      |
| # | タイトル                   | 作詞                | 作曲・編曲 | 時間 |
| 1. | 「秋の気配」               | 小田和正            | 小田和正   | 3:49 |
| 2. | 「ランナウェイ」           | 鈴木康博            | 鈴木康博   | 4:16 |
| 3. | 「恋人よ そのままで」      | 鈴木康博            | 鈴木康博   | 3:22 |
| 4. | 「美しい思い出に」         | 鈴木康博            | 鈴木康博   | 4:50 |
| 5. | 「YES-YES-YES」            | 小田和正            | 小田和正   | 3:48 |
| 6. | 「その時はじめて」         | 小田和正            | 小田和正   | 4:19 |
| 7. | 「恋はさりげなく」         | 鈴木康博            | 鈴木康博   | 2:48 |
| 8. | 「夜はふたりで」           | 安部光俊 、鈴木康博 | 鈴木康博   | 4:04 |
| 9. | 「恋を抱きしめよう」       | 鈴木康博            | 鈴木康博   | 4:06 |
| 10. | 「ひとりで生きてゆければ」 | 小田和正            | 小田和正   | 3:41 |
| 11. | 「昨日への手紙」           | 鈴木康博            | 鈴木康博   | 3:05 |
| 12. | 「流れゆく時の中で」       | 鈴木康博            | 鈴木康博   | 4:27 |
| 13. | 「秋ゆく街で (LIVE)」      | 小田和正            | 小田和正   | 3:08 |
| 14. | 「哀しいくらい」           | 小田和正            | 小田和正   | 5:10 |
| 15. | 「愛の終わる時」           | 鈴木康博            | 鈴木康博   | 5:17 |
| 16. | 「言葉にできない」         | 小田和正            | 小田和正   | 6:15 |
| 17. | 「ロンド」                 | 鈴木康博            | 鈴木康博   | 2:56 |
| 18. | 「冬がくるまえに」         | 小田和正            | 小田和正   | 5:43 |